# Гребницкий, Адам Станиславович
Адам Станиславович Гребницкий-Докторович (пол. Adam Hrebnicki-Doktorowicz; 6 января 1857, Тётча Лепельского уезда Витебская губерния Российская империя (ныне Ушачского района Витебской области Белоруссии) — 13 октября 1941, Роюс близ Игналина (ныне Игналинский район, Литвы)) — биолог, ботаник, учёный-садовод и помолог. Профессор (1918).

## Биография
Представитель шляхетского рода Гребницких герба Остоя. Родился в имении своего дяди.
Учился в классической витебской гимназии и реальном училище в Динабурге. В 1883 году окончил Лесной институт в Санкт-Петербурге (ныне Санкт-Петербургский государственный лесотехнический университет), получил диплом учёного лесника I класса. Специализацию проходил под руководством ботаника И. П. Бородина.
В 1884—1891 — работал ассистентом, а в 1902—1922 был профессором плодоводства и огородничества, на основанной им кафедре садоводства того же института.
В 1895 году стал членом Бюро по прикладной ботанике Учёного комитета Министерства земледелия и государственных имуществ (ныне Всероссийский институт растениеводства им. Н. И. Вавилова, Санкт-Петербург). К работам в Бюро его и лучших ботаников Санкт-Петербурга привлёк А. Ф. Баталин, главный ботаник и директор Императорского Ботанического сада в Санкт-Петербурге. Членами Бюро без содержания, принимавшими посильное участие в работах Бюро в этот период, были назначены в 1894 году — ассистент по кафедре ботаники Императорской Военно-медицинской академии В. К. Варлих и профессор Императорского Санкт-Петербургского университета Х. Я. Гоби, в 1895 году — преподаватель плодоводства Лесного института А. С. Гребницкий и ординатор Клинического института Великой княгини Елены Павловны А. В. Пель; в 1896 году — младший консерватор Императорского Санкт-Петербургского ботанического сада Г. И. Танфильев.
В 1886 описал, снабдив собственными рисунками, яблоки сорта Edelbohmer и в том же году опубликовал работу в петербургском ежемесячнике «Вестник садоводства».
Вместе с профессором А. Ф. Рудзским перевёл на русский и принимал активное участие в первом русском издании широко известного двухтомного труда Н. Гоше "Руководство по плодоводству  (Петербург, 1889).

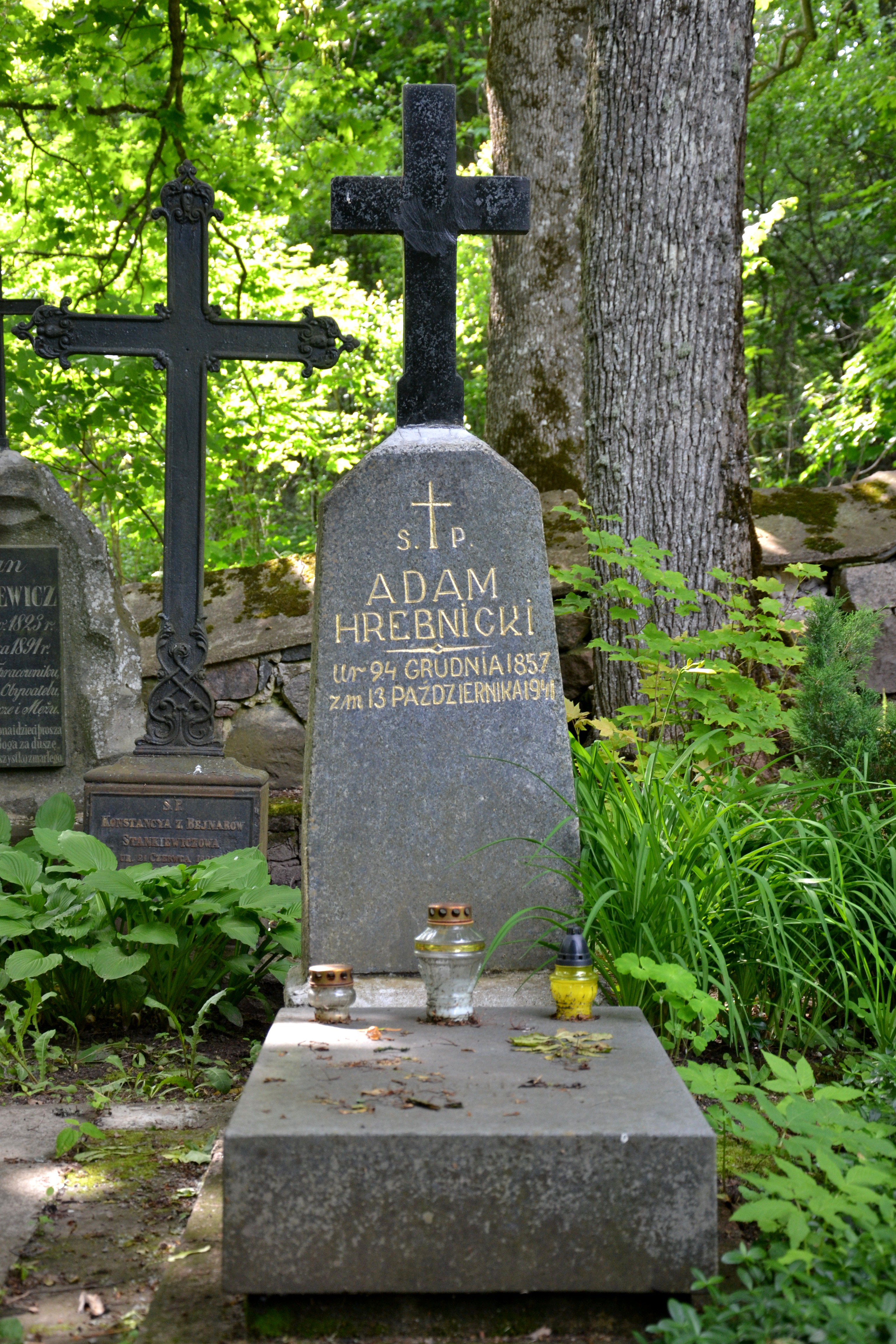
Могила А. С. Гребницкого в Дукштас Игналинском районе

В 1890 году на хуторе Рай теперь Дукштасского района Литвы на площади 15 га заложил питомник и большой коллекционный сад из 512 сортов яблони и 256 сортов груши и вёл за ними подробные наблюдения. В 1922 в его помологическом саду находилось уже 1197 сортов яблони, груши, сливы, вишни и черешни. В 1894 находился с научной целью в Северной Америке.
Вошёл в историю русского садоводства знаменитым трудом «Атлас плодов», который издан (1903) под его редакцией и с участием в описании 46 из 114 распространённых в России сортов яблони и других плодовых пород. Издание «Атлас плодов» профинансировал император Николай II, перечисливший на его публикацию значительную сумму денег.
В 1900 в Петербурге под его редакцией вышла книга А. Т. Болотова «Изображения и описания разных пород яблок и груш, родящихся в Дворяниновских, а отчасти и в других садах».
Сотрудничал во многих журналах, в которых опубликовал около 100 статей по садоводству в Энциклопедии сельского хозяйства, изданной А. Ф. Девриеном в 1900—1906 годах. Много внимания уделял поиску и описанию местных сортов яблони.
Главные научные труды посвящены сортоизучению, выявлению и описанию ценных сортов плодовых культур народной селекции, изучению биологии опыления и оплодотворения плодовых культур.
Был кавалером многих орденов Российской империи.
После присоединения Прибалтики к СССР в 1939 стал консультантом Литовского агрономического института. Умер от тяжёлой болезни.

## Избранные труды
- Уход за плодовым садом. — СПБ. 1893: Атлас плодов (вып. 1-4). — СПБ. 1903—1906 (редактор и соавтор);
- К вопросу о перекрестном опылении плодовых деревьев. — Петроград, 1915.